# Championnats des quatre continents de patinage artistique 2012
Navigation
Édition précédente Édition suivante
Les championnats des quatre continents 2012 ont lieu du 7 au 12 février 2012 à la World Arena de Colorado Springs aux États-Unis. C'est la troisième fois que la capitale coloradienne organise les championnats des quatre continents après les éditions de 2006 et 2007.

## Qualifications
Les patineurs sont éligibles à l'épreuve s'ils représentent une nation non européenne membre de l'Union internationale de patinage (International Skating Union en anglais) et s'ils ont atteint l'âge de 15 ans avant le 1er juillet 2011 dans leur pays de naissance. La compétition correspondante pour les patineurs européens est le championnat d'Europe 2012. Les fédérations nationales sélectionnent leurs patineurs en fonction de leurs propres critères, mais l'Union internationale de patinage exige un score minimum d'éléments techniques (Technical Elements Score en anglais) lors d'une compétition internationale avant les championnats des Quatre Continents.

### Score minimum d'éléments techniques
L'Union internationale de patinage stipule que les notes minimales doivent être obtenues lors d'une compétition internationale senior reconnue par elle-même au cours de la saison en cours ou précédente.
| Score minimum d'éléments techniques                                                         | Score minimum d'éléments techniques | Score minimum d'éléments techniques |
| Discipline                                                                                  | Programme court                     | Programme libre                     |
| Messieurs                                                                                   | 20.00                               | 35.00                               |
| Dames                                                                                       | 15.00                               | 25.00                               |
| Couples                                                                                     | 17.00                               | 30.00                               |
| Danse sur glace                                                                             | 17.00                               | 27.00                               |
| ------------------------------------------------------------------------------------------- | ----------------------------------- | ----------------------------------- |
| Les scores des programmes courts et libres peuvent être obtenus à différentes compétitions. |                                     |                                     |

### Nombre d'inscriptions par discipline
Chaque nation membre qualifiée peut avoir jusqu'à trois inscriptions par discipline.

## Podiums
| Épreuves                            | Or                        | Argent                        | Bronze                             |
| ----------------------------------- | ------------------------- | ----------------------------- | ---------------------------------- |
| Messieurs résultats détaillés       | Patrick Chan              | Daisuke Takahashi             | Ross Miner                         |
| Dames résultats détaillés           | Ashley Wagner             | Mao Asada                     | Caroline Zhang                     |
| Couples résultats détaillés         | Sui Wenjing / Han Cong    | Caydee Denney / John Coughlin | Mary Beth Marley / Rockne Brubaker |
| Danse sur glace résultats détaillés | Tessa Virtue / Scott Moir | Meryl Davis / Charlie White   | Kaitlyn Weaver / Andrew Poje       |

## Tableau des médailles
| Rang  | Nation     | Or | Argent | Bronze | Total |
| ----- | ---------- | -- | ------ | ------ | ----- |
| 1     | Canada     | 2  | 0      | 1      | 3     |
| 2     | États-Unis | 1  | 2      | 3      | 6     |
| 3     | Chine      | 1  | 0      | 0      | 1     |
| 4     | Japon      | 0  | 2      | 0      | 2     |
| Total | Total      | 4  | 4      | 4      | 12    |

## Détails des compétitions

### Messieurs
| Rang                                        | Nom                | Pays           | Points | Programme court | Programme court | Programme libre | Programme libre |
| ------------------------------------------- | ------------------ | -------------- | ------ | --------------- | --------------- | --------------- | --------------- |
| 1                                           | Patrick Chan       | Canada         | 273.94 | 1               | 87.95           | 1               | 185.99          |
| 2                                           | Daisuke Takahashi  | Japon          | 244.33 | 3               | 82.59           | 2               | 161.74          |
| 3                                           | Ross Miner         | États-Unis     | 223.23 | 6               | 76.89           | 4               | 146.34          |
| 4                                           | Adam Rippon        | États-Unis     | 221.55 | 7               | 74.92           | 3               | 146.63          |
| 5                                           | Takahito Mura      | Japon          | 217.16 | 2               | 83.44           | 6               | 133.72          |
| 6                                           | Denis Ten          | Kazakhstan     | 210.03 | 5               | 77.73           | 7               | 132.30          |
| 7                                           | Tatsuki Machida    | Japon          | 208.04 | 4               | 82.37           | 10              | 125.67          |
| 8                                           | Kevin Reynolds     | Canada         | 203.26 | 9               | 68.22           | 5               | 135.04          |
| 9                                           | Misha Ge           | Ouzbékistan    | 196.53 | 11              | 64.49           | 8               | 132.04          |
| 10                                          | Guan Jinlin        | Chine          | 196.53 | 10              | 66.36           | 9               | 130.17          |
| 11                                          | Song Nan           | Chine          | 190.51 | 8               | 69.34           | 11              | 121.17          |
| 12                                          | Christopher Caluza | Philippines    | 172.60 | 14              | 58.02           | 12              | 114.58          |
| 13                                          | Richard Dornbush   | États-Unis     | 164.29 | 13              | 61.34           | 14              | 102.95          |
| 14                                          | Jeremy Ten         | Canada         | 159.22 | 12              | 61.37           | 18              | 97.85           |
| 15                                          | Kim Min-seok       | Corée du Sud   | 157.14 | 21              | 49.39           | 13              | 107.75          |
| 16                                          | Wu Jialiang        | Chine          | 156.62 | 15              | 56.19           | 17              | 100.43          |
| 17                                          | Alex Kang-chan Kam | Corée du Sud   | 154.07 | 16              | 52.12           | 15              | 101.95          |
| 18                                          | Abzal Rakimgaliev  | Kazakhstan     | 153.63 | 17              | 52.10           | 16              | 101.53          |
| 19                                          | Brendan Kerry      | Australie      | 144.26 | 23              | 47.01           | 19              | 97.25           |
| 20                                          | Mark Webster       | Australie      | 138.87 | 18              | 50.88           | 20              | 87.99           |
| 21                                          | Jordan Ju          | Taipei chinois | 134.97 | 20              | 49.49           | 22              | 85.48           |
| 22                                          | Luiz Manella       | Brésil         | 133.07 | 19              | 50.17           | 24              | 82.90           |
| 23                                          | Kevin Alves        | Brésil         | 132.94 | 22              | 47.96           | 23              | 84.98           |
| 24                                          | Nicholas Fernandez | Australie      | 131.76 | 24              | 44.57           | 21              | 87.19           |
| Patineurs éliminés après le programme court |                    |                |        |                 |                 |                 |                 |
| 25                                          | Harry Hau Yin Lee  | Hong Kong      |        | 25              | 42.00           | NC              | NC              |
| 26                                          | Maverick Eguia     | Philippines    |        | 26              | 41.63           | NC              | NC              |
| 27                                          | Wun-Chang Shih     | Taipei chinois |        | 27              | 37.27           | NC              | NC              |
| 28                                          | Hwan-Jin Kim       | Corée du Sud   |        | 28              | 36.95           | NC              | NC              |

### Dames
| Rang                                          | Nom                      | Pays           | Points | Programme court | Programme court | Programme libre | Programme libre |
| --------------------------------------------- | ------------------------ | -------------- | ------ | --------------- | --------------- | --------------- | --------------- |
| 1                                             | Ashley Wagner            | États-Unis     | 192.41 | 2               | 64.07           | 1               | 128.34          |
| 2                                             | Mao Asada                | Japon          | 188.62 | 1               | 64.25           | 2               | 124.37          |
| 3                                             | Caroline Zhang           | États-Unis     | 176.18 | 4               | 58.74           | 3               | 117.44          |
| 4                                             | Kanako Murakami          | Japon          | 169.32 | 3               | 63.45           | 5               | 105.87          |
| 5                                             | Zhang Kexin              | Chine          | 162.59 | 5               | 54.07           | 4               | 108.52          |
| 6                                             | Agnes Zawadzki           | États-Unis     | 157.23 | 6               | 52.87           | 6               | 104.36          |
| 7                                             | Amélie Lacoste           | Canada         | 147.65 | 7               | 51.72           | 8               | 95.93           |
| 8                                             | Cynthia Phaneuf          | Canada         | 147.47 | 8               | 50.76           | 7               | 96.71           |
| 9                                             | Haruka Imai              | Japon          | 134.49 | 11              | 45.19           | 9               | 89.30           |
| 10                                            | Kwak Min-jeong           | Corée du Sud   | 130.52 | 9               | 48.72           | 10              | 81.80           |
| 11                                            | Geng Bingwa              | Chine          | 127.89 | 10              | 46.98           | 11              | 80.91           |
| 12                                            | Victoria Muniz           | Porto Rico     | 117.83 | 12              | 42.63           | 13              | 75.20           |
| 13                                            | Alexandra Najarro        | Canada         | 117.11 | 14              | 37.08           | 12              | 80.03           |
| 14                                            | Melinda Wang             | Taipei chinois | 103.69 | 18              | 35.35           | 15              | 68.34           |
| 15                                            | Sandra Khopon            | Thaïlande      | 103.15 | 17              | 35.58           | 16              | 67.57           |
| 16                                            | Zhu Qiuying              | Chine          | 102.77 | 16              | 36.43           | 17              | 66.34           |
| 17                                            | Chantelle Kerry          | Australie      | 102.49 | 20              | 32.28           | 14              | 70.21           |
| 18                                            | Mimi Tanasorn Chindasook | Thaïlande      | 97.19  | 13              | 37.23           | 22              | 59.96           |
| 19                                            | Yun Yea-ji               | Corée du Sud   | 96.85  | 19              | 32.46           | 19              | 64.39           |
| 20                                            | Melanie Swang            | Thaïlande      | 96.16  | 22              | 31.21           | 18              | 64.95           |
| 21                                            | Suhr Chae-yeon           | Corée du Sud   | 94.95  | 15              | 36.54           | 23              | 58.41           |
| 22                                            | Lejeanne Marais          | Afrique du Sud | 94.34  | 21              | 32.15           | 21              | 62.19           |
| 23                                            | Crystal Kiang            | Taipei chinois | 93.79  | 23              | 30.91           | 20              | 62.88           |
| 24                                            | Zhaira Costiniano        | Philippines    | 87.26  | 24              | 30.33           | 24              | 56.93           |
| Patineuses éliminées après le programme court |                          |                |        |                 |                 |                 |                 |
| 25                                            | Reyna Hamui              | Mexique        |        | 25              | 29.84           | NC              | NC              |
| 26                                            | Chaochih Liu             | Taipei chinois |        | 26              | 29.07           | NC              | NC              |
| 27                                            | Mericien Venzon          | Philippines    |        | 27              | 28.91           | NC              | NC              |
| 28                                            | Brittany Lau             | Singapour      |        | 28              | 28.79           | NC              | NC              |
| 29                                            | Zara Pasfield            | Australie      |        | 29              | 28.14           | NC              | NC              |
| 30                                            | Jaimee Nobbs             | Australie      |        | 30              | 26.33           | NC              | NC              |

### Couples
| Rang | Nom                                | Pays       | Points | Programme court | Programme court | Programme libre | Programme libre |
| ---- | ---------------------------------- | ---------- | ------ | --------------- | --------------- | --------------- | --------------- |
| 1    | Sui Wenjing / Han Cong             | Chine      | 201.83 | 1               | 66.75           | 1               | 135.08          |
| 2    | Caydee Denney / John Coughlin      | États-Unis | 185.42 | 2               | 63.35           | 2               | 122.07          |
| 3    | Mary Beth Marley / Rockne Brubaker | États-Unis | 178.89 | 3               | 62.42           | 3               | 116.47          |
| 4    | Meagan Duhamel / Eric Radford      | Canada     | 171.76 | 8               | 57.53           | 4               | 114.23          |
| 5    | Narumi Takahashi / Mervin Tran     | Japon      | 171.11 | 4               | 61.54           | 5               | 109.57          |
| 6    | Amanda Evora / Mark Ladwig         | États-Unis | 167.99 | 5               | 60.75           | 6               | 107.24          |
| 7    | Paige Lawrence / Rudi Swiegers     | Canada     | 158.66 | 6               | 57.97           | 7               | 100.69          |
| 8    | Jessica Dubé / Sébastien Wolfe     | Canada     | 154.79 | 7               | 57.68           | 8               | 97.11           |
| 9    | Zhang Yue / Wang Lei               | Chine      | 140.24 | 10              | 48.04           | 9               | 92.20           |
| 10   | Dong Huibo / Wu Yiming             | Chine      | 137.91 | 9               | 49.52           | 10              | 88.39           |

### Danse sur glace
| Rang | Nom                                 | Pays        | Points | Danse courte | Danse courte | Danse libre | Danse libre |
| ---- | ----------------------------------- | ----------- | ------ | ------------ | ------------ | ----------- | ----------- |
| 1    | Tessa Virtue / Scott Moir           | Canada      | 182.84 | 2            | 71.60        | 1           | 111.24      |
| 2    | Meryl Davis / Charlie White         | États-Unis  | 179.40 | 1            | 72.15        | 2           | 107.25      |
| 3    | Kaitlyn Weaver / Andrew Poje        | Canada      | 163.26 | 3            | 64.23        | 3           | 99.03       |
| 4    | Maia Shibutani / Alex Shibutani     | États-Unis  | 158.29 | 4            | 63.38        | 4           | 94.91       |
| 5    | Madison Hubbell / Zachary Donohue   | États-Unis  | 129.20 | 5            | 49.93        | 5           | 79.27       |
| 6    | Alexandra Paul / Mitchell Islam     | Canada      | 117.97 | 6            | 48.52        | 7           | 69.45       |
| 7    | Yu Xiaoyang / Wang Chen             | Chine       | 115.05 | 7            | 45.42        | 6           | 69.63       |
| 8    | Anna Nagornyuk / Viktor Kovalenko   | Ouzbékistan | 107.61 | 9            | 39.93        | 8           | 67.68       |
| 9    | Danielle O'Brien / Gregory Merriman | Australie   | 105.91 | 8            | 40.10        | 9           | 65.81       |
| 10   | Corenne Bruhns / Ryan Van Natten    | Mexique     | 91.57  | 10           | 35.93        | 10          | 55.64       |
| 11   | Cortney Mansour / Daryn Zhunussov   | Kazakhstan  | 78.66  | 11           | 25.53        | 11          | 53.13       |